# Chiesa di Sant'Alessandro della Croce
La chiesa di Sant'Alessandro della Croce si trova in via Pignolo, strada che collega la parte bassa della città di Bergamo a quella alta, anticamente posizionata sull'incrocio di quattro vicinie medioevali: proprio a questo si deve il suo nome.
È la chiesa che conserva il corredo pittorico più importante della città, non solo nella basilica, ma anche nelle due sacrestie a lato del presbiterio.

## Storia
Il primo documento che nomina la eclesie S.ti Alexandri de Mugazone è datato 1183: si ritiene quindi che la chiesa fosse stata edificata dal vescovo Adalberto, forse sui terreni coltivati a vigna di sua proprietà. Venne poi riedificata e ampliata più volte. 
Nella nota ecclesiarum (elenco stilato nel 1360 per ordine di Bernabò Visconti, che aveva ordinato il censimento di tutte le chiese della diocesi e l'elenco dei loro benefici, per poterne notare le rendite ed esigerne il censo) viene chiamata "capela civitatis Bergomi" e con un solo beneficio. Nel 1490 alla navata furono aggiunte due campate da Francesco Moroni, figlio di Pecino, proveniente da una famiglia di architetti che operò presso le ricche famiglie di Bergamo. La chiesa venne consacrata il 2 gennaio 1517 dopo una grande opera di ampliamento.
La ricostruzione della chiesa avvenne dal 1617 a opera dei fratelli luganesi Giovan Maria e Francesco Trecino, che risultano attivi dal 1676 al 1768. Erano anni in cui Bergamo godeva di un grande risveglio artistico, che abbellì di opere d'arte chiese e abitazioni civili. Per volontà delle vicinie di Sant'Alessandro della Croce, di San Giovanni dell'Ospedale e di Sant'Antonio, uniti nel Collegio delle Veneranda Fabbrica, fu decisa la riedificazione. Nel 1737 la chiesa, non ancora terminata, fu consacrata per la seconda volta a opera del vescovo di Bergamo Antonio Redetti.
La facciata venne ultimata solo nel 1923, seguendo il progetto del 1903 dell'architetto Virginio Muzio, mentre il portale del 1922 è su disegno di Giovanni Muzio.

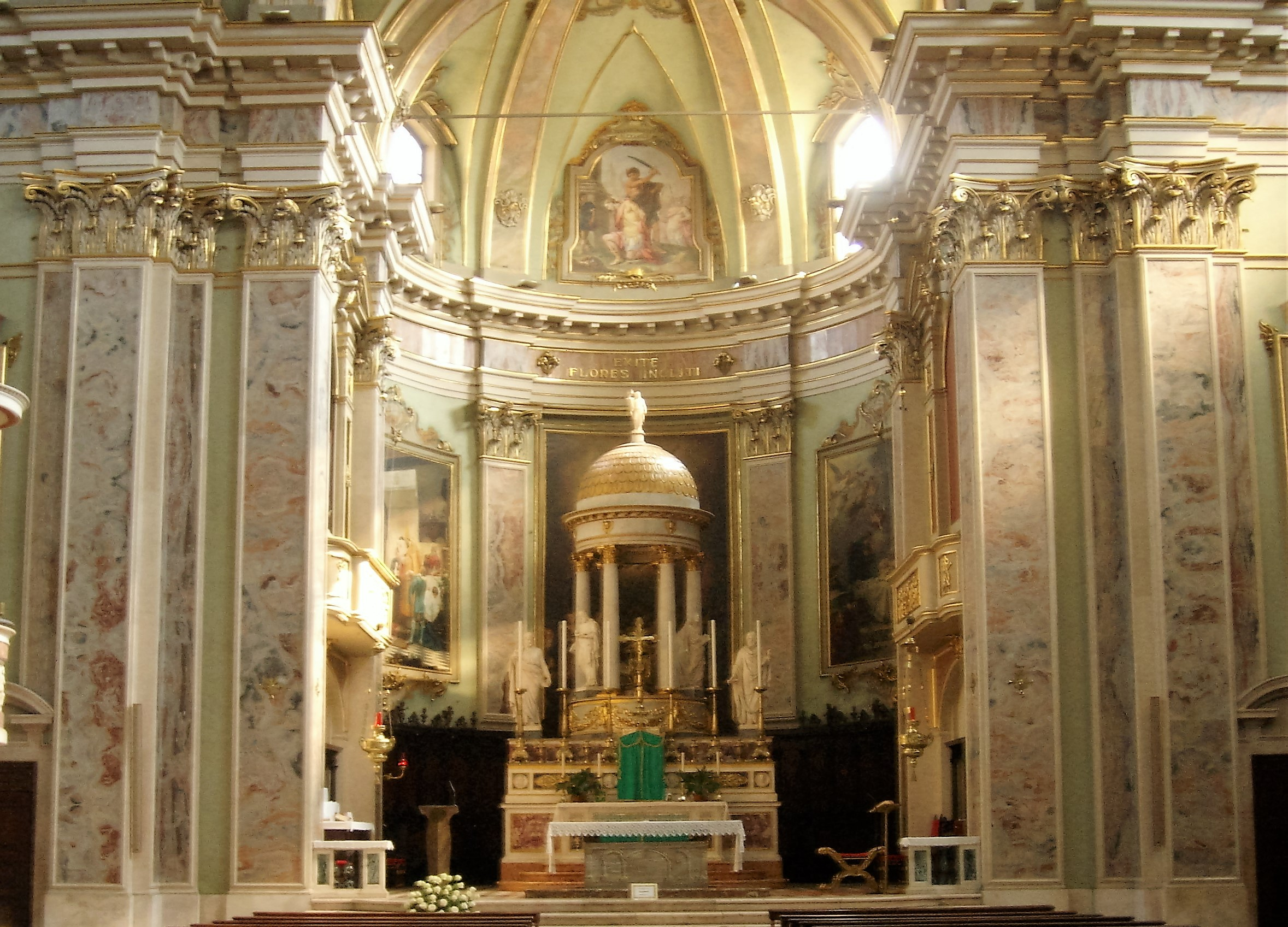
Abside della chiesa di Sant'Alessandro della Croce

La sacrestia è ricca di opere d'arte d'importanza rilevante, recuperate da don Giovanni Battista Conti durante la Repubblica Cisalpina, quando furono soppressi tanti conventi e chiuse numerose chiese e molte loro opere furono messe in vendita. Il ritratto del prelato, opera di Amadio Panzera, è ospitato al centro della sacrestia.

## Descrizione

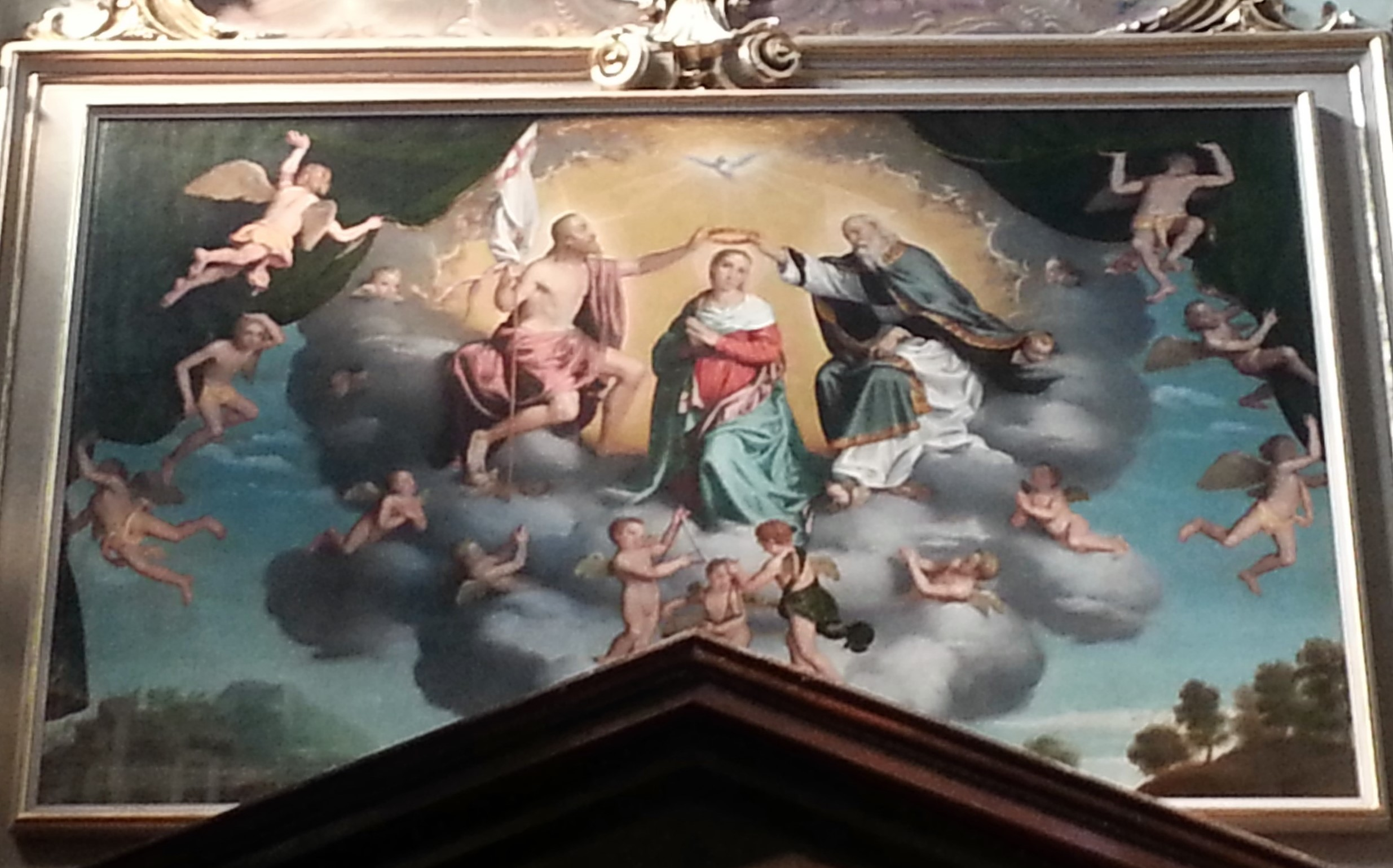
Incoronazione della Vergine, di Giovan Battista Moroni.

La chiesa è a una sola navata, con un transetto a braccia corte e tre altari per lato del periodo tardo barocco, di cui quelli centrali sovrastati da una cupoletta. 

Sulla controfacciata, sopra all'ingresso, è collocata la tela Trinità che incorona la Vergine, opera di Giovan Battista Moroni proveniente dalla chiesa della Santissima Trinità. Ulteriori quadri del Moroni sono presenti nella sagrestia: Crocifissione con i santi Sebastiano, Giovan Battista e un devoto e Battesimo di Gesù. Dal transetto sinistro, attraverso un corridoio, è possibile accedere all'Oratorio di San Lupo, un tempo cimitero della chiesa.
Il grande altare maggiore in forma neoclassica, realizzato su disegno dell'architetto Giacomo Tomilli e eseguito da tal Cocchi, ospita le statue realizzate da Gaetano Matteo Monti, mentre i santi Pietro e Paolo lavoro di Giovanni Maria Benzoni e i quattro evangelisti di Abbondio Sangiorgio. L'altare ha un'altezza limitata per non ostacolare la visione della tela col Martirio di sant'Alessandro, di Antonio Cifrondi.

L'altare comunitario, posto nella seconda metà del Novecento per ottemperare alle disposizioni del concilio Vaticano II, è costituito dal grande sarcofago in cui era stato sepolto originariamente il santo titolare, poi traslato nel duomo. Successivamente l'arca fu luogo di sepoltura di santa Grata, poi traslata nella chiesa di Santa Grata in Columnellis..
Le differenti congregazioni, che godevano del giuspatronato delle cappelle, si presero carico ognuna di un altare e dei relativi arredi. L'altare dell'Orazione è opera di Andrea Fantoni (1729); gli altari del Suffragio, di sant'Antonio Abate e il paliotto dell'altare di sant'Antonio da Padova sono di Gian Giacomo Manni; la tela con Papa Gregorio Magno intercede per le anime del Purgatorio all'altare del Suffragio è di Sebastiano Ricci.

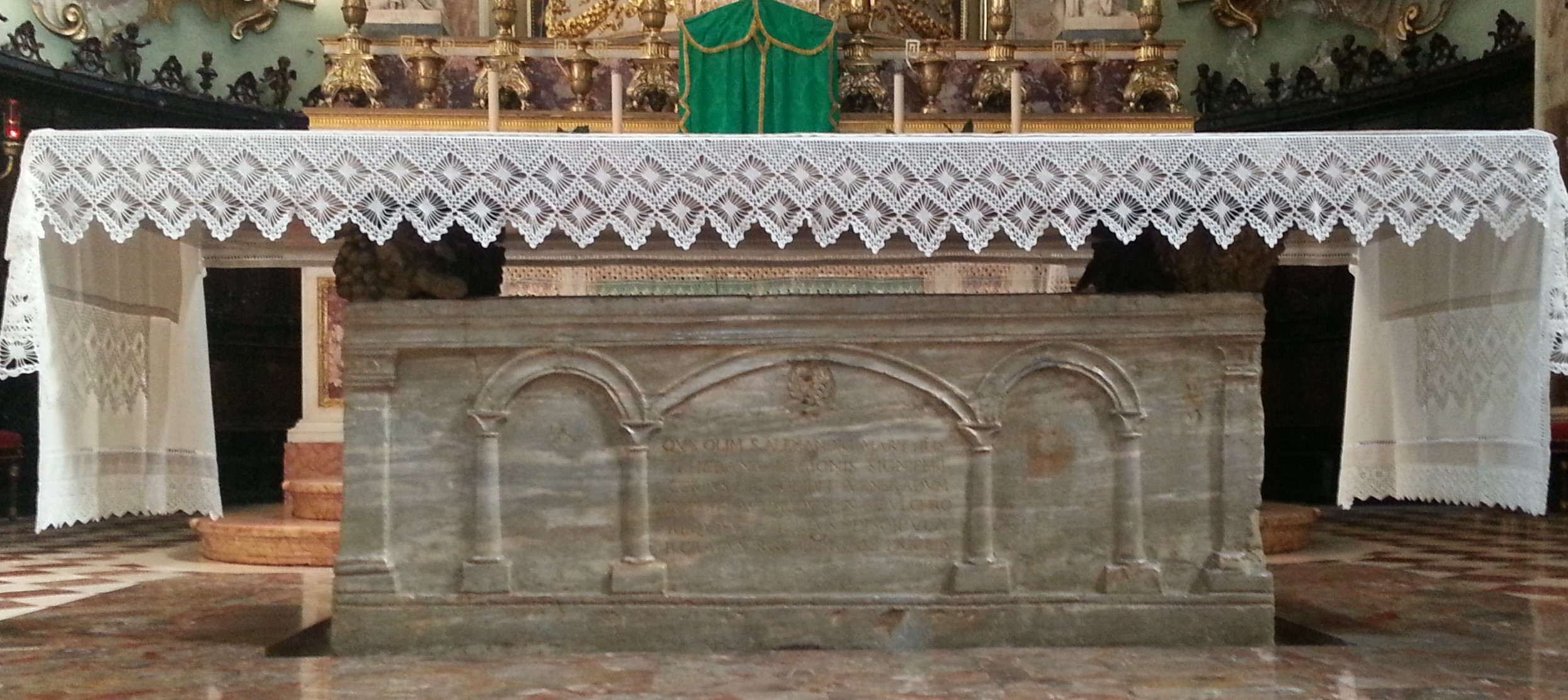
Altare rivolto al popolo: è l'antica arca tombale di sant'Alessandro

Pala d'altare di Cifrondi e pala d'altare di san Carlo Borromeo di Gian Battista Parodi. 
L'interno della chiesa e le sagrestie conservano il patrimonio di un centinaio di quadri: tra questi il Risorto di Lorenzo Lotto, tele di Gian Paolo Cavagna, di Carlo Ceresa e del figlio Antonio, di Enea Salmeggia proveniente dall'ex monastero francescano di Santa Maria delle Grazie; Assunzione della Vergine del 1621 e Sant'Antonio abate scaccia il demonio del 1605, conservati nel transetto di sinistra; tavola con iSanti francescani (100x205), di Francesco Bonetti; miniature di Iacopo da Balsemo; Storia di Giuda Maccabeo e Deposizione (pala dell'altare del transetto di destra) di Giambettino Cignaroli.